# 御茶の水書房
株式会社御茶の水書房（おちゃのみずしょぼう）は、日本の出版社。主に、人文科学・社会科学関連の出版物が多い。

## 概要

### 所在地
- 〒113-0033　東京都文京区本郷5-30-20

### 代表者
- 橋本盛作

## 主な発行物
- 『現代資本主義国家――マルクス主義的一接近』（田口富久治著）
- 『アイヌ・モシリ――アイヌ民族から見た「北方領土返還」交渉』
- 『行政改革と財政再建――カナダはなぜ改革に成功したのか』（岩崎美紀子著）
- 『アジアにおける文明の対抗――攘夷論と守旧論に関する日本、朝鮮、中国の比較研究』（藤田雄二著）(第14回 アジア・太平洋賞特別賞）2001年
- 『ラディカル・オーラル・ヒストリー ――オーストラリア先住民アボリジニの歴史実践』（保苅実著）（第21回 梓会出版文化賞）2004年9月
- 『イマジナリーな領域――中絶、ポルノグラフィ、セクシュアル・ハラスメント』ドゥルシラ・コーネル著、仲正昌樹監訳）2006年2月
- 『アフリカと政治　紛争と貧困とジェンダー ――わたしたちがアフリカを学ぶ理由』（戸田真紀子著）2008年8月
- 『援助者の思想』（リンダ・ジンガロ著、鈴木文・麻鳥澄江訳）2008年9月
- 『性同一性障害――ジェンダー・医療・特例法』（石田仁編）2008年9月（詳細）
- 『非体制順応的知識人』（第1分冊：戦後ドイツの「社会学」とフランクフルト学派）（第2分冊：戦後ドイツの学生運動とフランクフルト学派）（アレックス・デミロヴィッチ著　仲正昌樹責任編集・監訳、第1分冊訳者＝太寿堂真・高安啓介・福野明子・竹峰義和・松井賢太郎・安井正寛、第2分冊訳者＝出口剛司）2009年1月